# Audio (musikgrupp)
Audio (också känd som TNT Boyz och numera B5) är ett amerikanskt R&B-pojkband från Saint Petersburg från början, numera är de lokaliserade i Atlanta. Gruppen består av bröderna Dustin, Kelly, Patrick, Carnell och Bryan Breeding. Gruppen kan ses som den nya generationen av "Jackson 5". 
Redan som små började bröderna dansa i garaget hemma. Efter några år av sång och dans, gjorde de en audition för Bad Boys Records. P. Diddy gillade vad han såg, och bröderna fick skivkontrakt.
De kom ut med singlarna "All I Do" (en Jackson 5 cover) och "U Got Me", från deras första platta "B5" (2005). 2007 släppte de singlarna "Hydrolics" (ft Bow Wow) och "In my bedroom" från andra albumet "Don't Talk, Just Listen".
Breeding-bröderna jobbar nu[när?] på nytt material.

## Aktiviteter
- Scream IV tour - 2005
- Wanted Tour with Bow Wow - maj 2006